# Пластида
Пластиди (від грец. plastos — утворений, виліплений, оформлений) — основні органели рослин та водоростей. Покриті подвійною мембраною[уточнити] і мають в своєму складі багато копій кільцевої ДНК. Сукупність пластид клітини утворює пластидом.

Основні типи пластид в рослинній клітині

## Пластиди рослин
Пластиди відповідають за фотосинтез, зберігання харчових запасів, подібних до крохмалю , і синтез багатьох класів молекул, таких як жирні кислоти і терпени, які потрібні клітині як будівельні блоки або для функціювання рослини. Залежно від морфології і функції, пластиди мають здатність диференціюватися або редиференціюються, між кількома формами. Усі пластиди утворюються з протопластид (раніше відомих як «еопласти», грец. eo-: «світанок», «ранок»), які наявні в меристематичних тканинах рослини. Протопластиди і молоді хлоропласти часто діляться, а зріліші хлоропласти, хоча й зберігають здатність ділитися, роблять це рідко[джерело?].
Пластиди рослин можуть диференціюватися в наступні форми, залежно від потрібної для клітини функції[джерело?]:
- Лейкопласти — незабарвлені пластиди (грец. leicos — білий), як правило виконують функцію запасання речовин. Наприклад, у лейкопластах бульб картоплі накопичується крохмаль. Лейкопласти вищих рослин можуть перетворюватися на хлоропласти або хромопласти. Розрізняють: 
  - Амілопласти, які синтезують і нагромаджують крохмаль;
  - Протеїнопласти — позбавлені гран, синтезують білки і відкладають їх у вигляді алейронових зерен (у насінні);
  - Олеопласти (від грец. oleum — олія), в яких утворюються і відкладаються олії (у клітинах насіння конопель, льону, рицини).
- Хромопласти — пластиди, забарвлені в жовтий, червоний або помаранчевий колір (грец. chromos — забарвлений). Забарвлення хромопластів пов'язане з накопиченням в них каротиноїдів. Хромопласти визначають забарвлення осіннього листя, пелюсток квітів, коренеплодів, доспілих плодів. Форма хромопластів різна: куляста, тригранна, колоподібна, місяцеподібна.
- Хлоропласти (грец. chloros — зелений) — пластиди, що містять фотосинтезуючі пігменти — хлорофіли. Мають зелене забарвлення і складну внутрішню структуру. Мають вигляд двоопуклої рідше плоскоопуклої лінзи, діаметром 5–8 мкм. Зовні хлоропласт оточений гладкою ліпопротеїновою мембраною. Внутрішня оболонка утворює систему паралельних вгинань. Між ними знаходиться строма, в якій містяться тилакоїди (від грец. tylys — здуття i eidos — вигляд) — замкнуті сплющені мішечки з двох мембран. У вищих рослин частина тилакоїдів має форму дисків, локальні скупчення яких формують грани хлоропласта, що з’єднані між собою системою міжгранних тилакоїдів строми.
- Пропластиди — виступають в ембріональних клітинах промеристеми і меристеми. За будовою пропластиди нагадують мітохондрії, але відрізняються від них більшими розмірами і паралельним розміщенням внутрішніх мембран. Містять строму і дископодібні грани. Утворюються з недиференційованих зачатків пластид, які можуть інтенсивно ділитися. Спочатку вони круглі, згодом стають овальними. Це безбарвні, молоді стадії в розвитку всіх типів пластид.
- Етіопласти — утворюються з пропластид у випадку затримки їх розвитку через відсутність освітлення. Це ламелярні тільця, які містять прохлорофіл. На світлі етіопласти перетворюються на хлоропласти.

## Пластиди інших організмів
Всі водорості, включаючи ті, що не відносяться до рослин, мають хлоропласти, що є основною характеристикою групи, проте пігменти хлоропластів, і в результаті їх колір, можуть відрізнятися від хлорофілу рослин. Усі незабарвлені пластиди водоростей називають лейкопластами, вони зазвичай простіші за рослинні, а їх функції відрізняються від лейкопластів рослин. Специфічні лейкопласти (етіопласти, амілопласти) і хромопласти у водоростях не знайдено. Ще одною відмінностю пластид деяких водоростей може бути наявність у них піреноїдів.[джерело?]

## Будова і походження пластид
Пластиди мають власний геном, ДНК хлоропласта відрізняється від інших видів ДНК. Гени групуються в оперони, які розташовуються одним скупченням або невеликими фрагментами в матриксі.
Хлоропласти мають дво-, три- або чотиримембранну оболонку, яка відмежовує їх від цитоплазми. Кількість мембран вказує на первинне чи вторинне походження пластиди. 